# Sampa Chess Open
O Sampa Chess Open é uma competição de xadrez internacional localizado em São Paulo, Brasil. O torneio é absoluto permitindo a participação de homens e mulheres como elegíveis a disputar este título.
É realizado de janeiro a fevereiro de cada ano, em São Paulo, Brasil. O formato é suíço de nove rodadas. O controle de tempo é de 90 minutos para todo o jogo com incremento de 30 segundos a partir da primeira jogada.

## História
O Sampa Chess Open foi inaugurado em 29 de janeiro de 2024, sendo neste ano a sua primeira edição. O nome "Sampa" é uma corruptela popular relativo ao nome do município: "Sam-Pa-ulo".
Foi criado com os objetivos de:
- Definir os Campeões do Sampa Chess Open BLZ, STD e RPD.
- Conceder vagas para o Final do Campeonato Absoluto Brasileiro, e Brasileiro Feminino.
- Conceder cálculo e obtenção de rating FIDE.

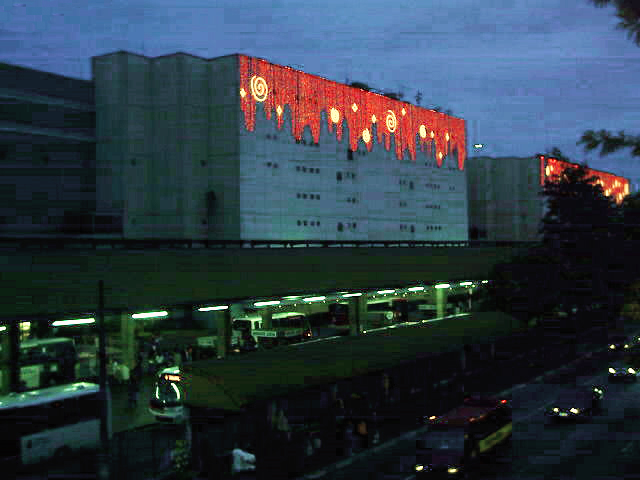
Shopping Metrô Tatuapé onde ocorre a competição.

 Sampa Chess Open 2024
O ano de 2024 contou com vários GMs e ocorreu no Shopping Metrô Tatuapé, em São Paulo-SP. Este foi o 3º Festival de Xadrez no Shopping Metrô Tatuapé, nas modalidades: Torneios Blitz, Clássico e Rápido.

## Dados estatísticos
O torneio oferece 90 minutos para cada enxadrista com 30 segundos de acréscimo a cada 1 lance.

## Lista dos campeões no absoluto
Abaixo a lista de campeões, vice-campeões e terceira posição do Sampa Chess Open.
| Ano  | Campeão       | Pontos | Vice-campeão                    | 3ª posição               | Refs. |
| ---- | ------------- | ------ | ------------------------------- | ------------------------ | ----- |
| 2024 | Alexandr Fier | 7,5    | Diego Saul Rodri Flores Quillas | Roderick Ticona Rocabado | [ 4 ] |